# Динис Силва, Фернандо
Фернандо Динис Силва (порт.-браз. Fernando Diniz Silva; род. 27 марта 1974, Патус-ди-Минас) — бразильский футбольный тренер. Будучи игроком, выступал на позиции полузащитника.
Динис известен своим стилем игры с акцентом на владение мячом. Помимо прочего, он известен как тренер, закрепивший стиль тики-така в Бразилии, за что получил прозвище «Бразильский Гвардиола».

## Игровая карьера
Родился 27 марта 1974 года в городе Патус-ди-Минас штата Минас-Жерайс. Карьеру начал в 1993 году в команде «Жувентус» из Сан-Паулу. В 1996 году он перешёл в «Гуарани», однако вскоре подписал контракт с «Палмейрасом». В 1997 году Динис перешёл в «Коринтианс», за который выступал на протяжении двух лет. Впоследствии он играл за «Парану», «Флуминенсе», «Фламенго», «Жувентуде», «Крузейро» и «Сантос»
В 2006 году спортсмен подписал контракт с «Паулистой», а позже играл за «Санту Андре» и «Гаму». В составе последней команды он завершил карьеру в 2008 году в возрасте 34 лет.

## Тренерская деятельность

### Ранние годы
Через год после завершения игровой карьеры Динис был назначен главным тренером скромного клуба «Воторати», где он стал чемпионом как Кубка Паулиста, так и третьего дивизиона Лиги Паулиста. В 2010 году он перешёл на работу в «Паулисту», клуб, за который он уже выступал в качестве игрока, и выиграл с командой ещё один Кубок Паулиста.
5 февраля 2011 года Динис был назначен главным тренером «Ботафого», однако был уволен после четырёх проведённых матчей. Он был назначен наставником клуба «Атлетико Сорокаба» в 2012 году. Несмотря на то, что клуб под его руководством добился повышения во второй дивизион первенства штата, он был освобожден от своих обязанностей в октябре того же года.
В 2013 году Динис возглавил «Аудакс» и ввел в клубе тики-таку, стиль «Барселоны» . 8 июля 2015 года он перешёл в другой клуб, который представлял в качестве игрока, «Парана».
Динис вернулся в «Аудакс» в 2016 году. Ему удалось вывести команду в финал чемпионата штата, но в итоге клуб проиграл «Сантосу». Впоследствии он был назначен главным тренером «Оэсте».
Динис в третий раз вернулся в «Аудакс» в 2017 году, однако значимых результатов с командой добиться не сумел.

### «Атлетико Паранаэнсе»
Динис вернулся к активной тренерской деятельности только в следующем сезоне; после того, как в ноябре 2017 года его назначили главным тренером «Гуарани», а в январе 2018 года он возглавил «Атлетико Паранаэнсе». Специалист был уволен из команды в июне, впоследствии его сменил наставник юношеской команды клуба Тиаго Нунес.

### Первый приход во «Флуминенсе»
19 декабря 2018 года Динис был назначен главным тренером «Флуминенсе». 19 августа 2019 года клуб сообщил об отставке тренера ввиду неудовлетворительных результатов.

### «Сан-Паулу»
Динис возглавил «Сан-Паулу» 27 сентября 2019 года. В сезоне Серии А 2020 года команда под его руководством провела серию из 17 матчей без поражений в период с сентября по декабрь.
В январе 2021 года, во время матча против «Ред Булл Брагантино», в итоге завершившегося поражением со счётом 2:4, у Диниса произошел конфликт с полузащитником Че Че, что привело к резкой критике тренера в СМИ из-за его манеры общаться с игроком. 1 февраля, после серии из семи матчей без побед, он был отстранён от занимаемой должности.

### «Сантос»
6 мая 2021 года Динис согласился подписать однолетний контракт с «Сантосом», а на следующий день был официально назначен главным тренером команды. 5 сентября, после шести матчей без побед, он был уволен.

### «Васко да Гама»
Спустя четыре дня после ухода из «Сантоса» Динис был назначен в клуб «Васко да Гама», выступавший во втором дивизионе. Он был уволен 11 ноября 2021 года после того, как не смог добиться повышения команды в Серию А.

### Возвращение во «Флуминенсе»
Динис вернулся во «Флуминенсе» 30 апреля 2022 года, после того как предыдущий тренер Абел Брага подал в отставку. Динис выиграл с клубом Лигу Кариока в 2023 году, свой первый крупный трофей в качестве главного тренера. Он также привёл команду к успеху на Кубке Либертадорес 2023 года, выиграв в финальном матче турнира со счётом 2:1 у аргентинского клуба «Бока Хуниорс».
 Кроме того, под руководством Диниса «Флуминенсе» впервые в своей истории пробился в финал Клубного чемпионата мира, где уступил английскому «Манчестер Сити» со счётом 0:4.

### Сборная Бразилии
4 июля 2023 года Динис был назначен временно исполняющим обязанности главного тренера национальной сборной Бразилии, заключив контракт сроком на один год. При этом он остался главным тренером «Флуминенсе».
Начав с двух побед в квалификации к ЧМ-2026 (домашний матч с Боливией, 5:1 и гостевой с Перу 1:0), в октябре Бразилия неожиданно потеряла очки в домашнем матче против Венесуэлы (1:1), а спустя пять дней уступила в гостях Уругваю (0:2).
Череда неудач продолжилась в ноябре. 16 ноября бразильцы уступили на выезде колумбийцам (1:2), а 21 ноября Бразилия под руководством Диниса проиграла Аргентине со счётом 0:1 на стадионе «Маракана», что стало первым в истории страны домашним поражением в матче квалификации чемпионата мира.
5 января 2024 года президент CBF Эдналдо Родригес сообщил об увольнении Диниса с должности временного главного тренера сборной Бразилии.

## Достижения
Игровые
«Коринтианс»
- Победитель Лиги Паулиста: 1997

«Флуминенсе»
- Победитель Лиги Кариока: 2002

Тренерские
«Воторати»
- Обладатель Кубка Паулисты: 2009
- Чемпион Лиги Паулиста (Серия А3): 2009

«Паулиста»
- Обладатель Кубка Паулисты: 2010

«Флуминенсе»
- Победитель Лиги Кариока: 2023
- Обладатель Кубка Либертадорес: 2023
- Финалист Клубного чемпионата мира: 2023